# Sowjetischer Fußballpokal 1951
Der Sowjetische Fußballpokal 1951 war die zwölfte Austragung des sowjetischen Pokalwettbewerbs der Männer.
Pokalsieger wurde ZDSA Moskau. Das Team setzte sich im Finale gegen MWO Kalinin durch. Titelverteidiger Spartak Moskau war im Viertelfinale ausgeschieden.

## Teilnehmende Teams
| Klass A (15) | Klass B (18) | Pokalsieger Teilrepubliken (18) |
| --- | --- | --- |
| - Dynamo Moskau - Spartak Moskau - Torpedo Moskau - ZDSA Moskau - WWS Moskau - WMS Moskau - Daugava Riga - Dynamo Leningrad - Dynamo Kiew - Dinamo Tiflis - Krylja Sowetow Kuibyschew - Schachtjor Stalino - Spartak Tiflis - Torpedo Gorki - Zenit Leningrad | - Dinamo Alma-Ata - Dinamo Jerewan - Burewestnik Kischinjow - Dinamo Minsk - Dinamo Stalinabad - Krasnoje snamja Iwanowo - Krasnaja Swesda Petrosawodsk - Lokomotive Charkow - Lokomotive Moskau - MWO Kalinin - Neftjanik Baku - Spartak Aschchabat - Spartak Uschgorod - Spartak Vilnius - JK Tallinna Kalev - DO Taschkent - Torpedo Stalingrad - Trudowyje Reserwy Frunse | - Stroitel Leninakan (SSR Armenien) - SiB Baku (SSR Aserbaidschan) - ODO Minsk (SSR Belarus) - KBF Tallinn (SSR Estland) - Trud Tiflis (SSR Georgien) - Lokomotive Petrosawodsk (SSR Karelo-Finnland) - Dinamo-II Alma-Ata (SSR Kasachstan) - Dinamo Frunse (SSR Kirgisien) - DO Riga (SSR Lettland) - Inkaras Kaunas (SSR Litauen) - Krasnoje snamja Kischinjow (SSR Moldawien) - DO Nowosibirsk (SFSR Russland) - DO Stalinabad (SSR Tadschikistan) - Lokomotive Merw (SSR Turkmenistan) - Metallurg Saporoschje (SSR Ukraine) - Krylja Sowetow Taschkent (SSR Usbekistan) - InFizKult Leningrad (Leningrad (Stadt)) - WWS-II Moskau (Moskau (Stadt)) |

## 1. Runde
| Datum      |                       | Ergebnis  |                   |
| ---------- | --------------------- | --------- | ----------------- |
| 12.08.1951 | Inkaras Kaunas        | 0:3 n. V. | Lokomotive Moskau |
| 12.08.1951 | Metallurg Saporoschje | 1:0       | Dinamo Minsk      |
| 12.08.1951 | Spartak Moskau        | 3:1       | DO Nowosibirsk    |
| 15.08.1951 | Dinamo Frunse         | 2:4 n. V. | DO Taschkent      |
| 16.08.1951 | WWS-II Moskau         | 2:6 n. V. | Spartak Uschgorod |
| 22.08.1951 | Dinamo Stalinabad     | 4:0       | DO Stalinabad     |

## 2. Runde
| Datum      |                            | Ergebnis  |                              |
| ---------- | -------------------------- | --------- | ---------------------------- |
| 09.08.1951 | Schachtjor Stalino         | 3:2       | Spartak Aschchabat           |
| 11.08.1951 | DO Riga                    | 1:0       | Dinamo Alma-Ata              |
| 12.08.1951 | InFizKult Leningrad        | 0:1 n. V. | Torpedo Moskau               |
| 12.08.1951 | Krasnoje snamja Kischinjow | 0:1       | MWO Kalinin                  |
| 13.08.1951 | Dinamo-II Alma-Ata         | 2:4       | Dynamo Leningrad             |
| 13.08.1951 | Trud Tiflis                | 0+:- 1    | Trudowyje Reserwy Frunse     |
| 14.08.1951 | Dinamo Jerewan             | 2:1 n. V. | Stroitel Leninakan           |
| 15.08.1951 | ODO Minsk                  | 1:2       | WMS Moskau                   |
| 15.08.1951 | Lokomotive Petrosawodsk    | 00:11     | Dinamo Tiflis                |
| 15.08.1951 | SiB Baku                   | 0:4       | Lokomotive Charkow           |
| 16.08.1951 | KBF Tallinn                | 3:0       | Krasnaja Swesda Petrosawodsk |
| 19.08.1951 | Metallurg Saporoschje      | 4:0       | Lokomotive Moskau            |
| 19.08.1951 | Spartak Moskau             | 5:1       | Spartak Uschgorod            |
| 21.08.1951 | Lokomotive Merw            | 0:4       | DO Taschkent                 |
| 30.08.1951 | Krylja Sowetow Taschkent   | 3:1       | Dinamo Stalinabad            |

## 3. Runde
| Datum      |                           | Ergebnis  |                          |
| ---------- | ------------------------- | --------- | ------------------------ |
| 12.08.1951 | Neftjanik Baku            | 0:2       | Daugava Riga             |
| 14.08.1951 | Krasnoje snamja Iwanowo   | 3:1       | Burewestnik Kischinjow   |
| 16.08.1951 | Torpedo Gorki             | 3:2 n. V. | Spartak Tiflis           |
| 18.08.1951 | ZDSA Moskau               | 5:0       | WMS Moskau               |
| 19.08.1951 | Dynamo Leningrad          | 0:1       | MWO Kalinin              |
| 19.08.1951 | Dinamo Jerewan            | 2:1       | DO Riga                  |
| 19.08.1951 | JK Tallinna Kalev         | 0:1       | Spartak Vilnius          |
| 19.08.1951 | Krylja Sowetow Kuibyschew | 2:0       | Torpedo Moskau           |
| 20.08.1951 | WWS Moskau                | 5:1       | Dinamo Tiflis            |
| 21.08.1951 | Lokomotive Charkow        | 1:3       | Schachtjor Stalino       |
| 22.08.1951 | Trud Tiflis               | 4:0       | KBF Tallinn              |
| 20.09.1951 | Torpedo Stalingrad        | 0:2       | Zenit Leningrad          |
| 22.09.1951 | Spartak Moskau            | 8:2       | DO Taschkent             |
| 26.09.1951 | Metallurg Saporoschje     | 9:2       | Krylja Sowetow Taschkent |

## Achtelfinale
Die beiden Erstligisten Dynamo Moskau und Dynamo Kiew stiegen in dieser Runde ein.
| Datum      |                           | Ergebnis  |                         |
| ---------- | ------------------------- | --------- | ----------------------- |
| 19.08.1951 | Daugava Riga              | 3:2       | Krasnoje snamja Iwanowo |
| 22.08.1951 | ZDSA Moskau               | 4:3       | Torpedo Gorki           |
| 25.08.1951 | Krylja Sowetow Kuibyschew | 2:0       | Spartak Vilnius         |
| 27.08.1951 | MWO Kalinin               | 2:1       | Dinamo Jerewan          |
| 20.09.1951 | WWS Moskau                | 3:1 n. V. | Trud Tiflis             |
| 29.09.1951 | Schachtjor Stalino        | 1:1 n. V. | Zenit Leningrad         |
| 30.09.1951 | Spartak Moskau            | 1:0       | Dynamo Kiew             |
| 01.10.1951 | Dynamo Moskau             | 5:1       | Metallurg Saporoschje   |

### Wiederholungsspiel
| Datum      |                    | Ergebnis |                 |
| ---------- | ------------------ | -------- | --------------- |
| 30.09.1951 | Schachtjor Stalino | 3:1      | Zenit Leningrad |

## Viertelfinale
| Datum      |                    | Ergebnis  |                           |
| ---------- | ------------------ | --------- | ------------------------- |
| 02.10.1951 | ZDSA Moskau        | 1:1 n. V. | Krylja Sowetow Kuibyschew |
| 03.10.1951 | Schachtjor Stalino | 2:1       | Daugava Riga              |
| 04.10.1951 | WWS Moskau         | 3:2 n. V. | Spartak Moskau            |
| 05.10.1951 | Dynamo Moskau      | 1:4       | MWO Kalinin               |

### Wiederholungsspiel
| Datum      |             | Ergebnis |                           |
| ---------- | ----------- | -------- | ------------------------- |
| 03.10.1951 | ZDSA Moskau | 4:1      | Krylja Sowetow Kuibyschew |

## Halbfinale
| Datum      |             | Ergebnis |                    |
| ---------- | ----------- | -------- | ------------------ |
| 08.10.1951 | ZDSA Moskau | 1:0      | WWS Moskau         |
| 09.10.1951 | MWO Kalinin | 1:0      | Schachtjor Stalino |

## Finale
| Paarung        | ZDSA Moskau – MWO Kalinin |
| Ergebnis       | 2:1 n. V. (1:1, 0:1) |
| Datum          | 17. Oktober 1951 |
| Stadion        | Dynamo-Stadion, Moskau |
| Zuschauer      | 80.000 |
| Schiedsrichter | Pjotr Below |
| Tore           | 0:1 Wiktor Tschistochwalow (25., Eigentor) 1:1 Wjatscheslaw Solowjow (72.) 2:1 Alexei Grinin (115.) |
| ZDSA Moskau    | Wladimir Nikanorow – Wiktor Tschistochwalow, Anatoli Baschaschkin – Juri Nyrkow, Michail Rodin, Alexander Petrow – Alexei Grinin , Walentin Nikolajew, Boris Kowersnjew (62. Alexei Wodjagin), Wjatscheslaw Solowjow, Wladislaw Djomin Cheftrainer: Boris Arkadjew |
| MWO Kalinin    | Wladimir Farykin – Andrei Jurtschenko, Boris Kusnezow – Walentin Morosow (28. Juri Gurwitsch), Wladimir Kuleschow, Wiktor Fomin – Anatoli Mankewitsch, Juri Aksjonow, Wladimir Dobrinkow, Anatoli Akimow, Alexander Schtscherbakow Cheftrainer: Pjotr Senkin       |

- Das Finale war neu angesetzt worden. ZDSA war in der 37. Minute durch Solowjow mit 1:0 in Führung. Kowersnjew erhöhte vier Minuten später auf 2:0. In der 43. Minute verkürzte Jakowlew auf 2:1. Kapitän Sotskow glich fünf Minuten vor Spielende aus. Jedoch wurde der Treffer von Schiedsrichter Latyschew wegen Abseits zurückgenommen. Nach dem Spiel am 14. Oktober 1951 legte Kalinins Trainer Pjotr Senkin Protest ein. Dieser wurde zunächst abgewiesen, dann aber doch stattgegeben und die Wiederholung fand drei Tage später an gleicher Stelle statt.[2]